# Honoka Miki
Pour les articles homonymes, voir Miki.
 (juillet 2016).
Si vous disposez d'ouvrages ou d'articles de référence ou si vous connaissez des sites web de qualité traitant du thème abordé ici, merci de compléter l'article en donnant les références utiles à sa vérifiabilité et en les liant à la section « Notes et références ».
Honoka Miki (未来 穂香, Miki Honoka), née le 7 mars 1997, est une actrice japonaise, un mannequin et une actrice vocale. Elle est surtout connue pour son rôle de Kotoko Aihara dans Mischievous Kiss: Love in Tokyo et sa sequel Mischievous Kiss 2: Love in Okinawa.

## Biographie
Elle est née le 7 mars 1997 dans la préfecture de Chiba au Japon.

## Filmographie
Séries télévisées
| Année | Titre                               | Rôle                      | Chaîne   | Notes                      | Références |       |
| ----- | ----------------------------------- | ------------------------- | -------- | -------------------------- | ---------- | ----- |
| 2010  | Kamen Rider OOO                     | Mezool                    | TV Asahi | Human State                | [ 2 ]      |       |
| 2010  | Clone Baby                          | Kanako Aoyagi             | TBS      |                            | [ 3 ]      |       |
| 2011  | Suzuki Sensei                       | Kana Nakamura             | TV Tokyo | Student, Class 2-A         |            |       |
| 2011  | Asu no Hikari o Tsukame 2           | Yuka Kagami               | Tokai TV |                            | ,          |       |
| 2012  | Toshi Densetsu no Onna              | Rin Ishibashi             | TV Asahi | Guest, Season 1: Episode 7 |            |       |
| 2012  | Kuro no Onna Kyoshi                 | Natsumi Sudo              | TBS      | Guest, Episode 1           |            |       |
| 2013  | Mischievous Kiss: Love in Tokyo     | Kotoko Aihara/Kotoko Irie | TBS      |                            |            | [ 6 ] |
| 2013  | Tenma san ga Yuku                   |                           | TBS      | Guest, Season 1: Episode 6 |            |       |
| 2013  | Kasuka na Kanojo                    | Kana Okamoto              | Fuji TV  | Student, Class 3-2         |            |       |
| 2014  | Bokura wa Minna Shindeiru           | Akane Yoshino             | TBS      |                            | [ 7 ]      |       |
| 2014  | Mischievous Kiss 2: Love in Okinawa | Kotoko Irie               | TBS      |                            |            | [ 8 ] |
| 2014  | Mischievous Kiss 2: Love in Tokyo   | Kotoko Irie               | TBS      |                            | ,          |       |

Cinéma
| Année | Titre                                  | Rôle          | Studio                  | Notes                  | Réf    |
| ----- | -------------------------------------- | ------------- | ----------------------- | ---------------------- | ------ |
| 2010  | Maria-sama ga Miteru                   | Yumi Fukuzawa | Jolly Roger             |                        | [ 11 ] |
| 2010  | Neck                                   | Yukari        | Asmik Ace Entertainment | Ghost, Sugina's friend |        |
| 2011  | Kamen Rider OOO Wonderful              | Mezool        | Toei                    | Human State            |        |
| 2012  | The Chasing World 4                    | Yui           | Thanks Lab              |                        |        |
| 2012  | The Chasing World 5                    | Yui           | Thanks Lab              |                        |        |
| 2013  | Suzuki Sensei Movie                    | Kana Nakamura | TV Tokyo                | Student, Class 2-A     |        |
| 2013  | The Crone                              | Ayane         | Next Media Animation    |                        |        |
| 2013  | Enoshima Prism                         | Kyōko         | Video Planning          |                        | [ 12 ] |
| 2014  | Hokago Lost                            | Yuki          | Kadokawa Pictures       | Episode 1: Little Trip | [ 13 ] |
| 2014  | Finding Adolescence                    | Hasumi Takane | Is.Field                |                        | [ 14 ] |
| 2015  | Tunnel of Love: The Place For Miracles | Hitoha        | Is.Field                |                        | [ 15 ] |

## Accolades
| Année | Prix                         | Catégorie                                      | Œuvre                    | Résultat   | Référence |
| ----- | ---------------------------- | ---------------------------------------------- | ------------------------ | ---------- | --------- |
| 2013  | 2nd Annual DramaFever Awards | Best Couple (avec Yuki Furukawa)               | ItaKiss: Love in Tokyo   | Nomination | [ 16 ]    |
| 2013  | 2nd Annual DramaFever Awards | Best Couple Not Meant to Be (avec Yuki Yamada) | ItaKiss: Love in Tokyo   | Nomination | [ 16 ]    |
| 2014  | 3rd Annual DramaFever Awards | Best Couple (avec Yuki Furukawa)               | ItaKiss 2: Love in Tokyo | Lauréat    | ,         |